# 弗洛凱理論
弗洛凱理論（Floquet theory）是常微分方程理論的一種，討論有關下列微分方程類型的解答類別，
{\displaystyle {\dot {x}}=A(t)x},
其中，A(t)是一週期為T的連續週期函數。
弗洛凱理論的主要定理－弗洛凱定理給出了一般線性系統的每個基本解的正規形式。它給定了一座標轉變{\displaystyle y=Q^{-1}(t)x}，其中{\displaystyle Q(t+2T)=Q(t)}，用以來轉變週期系統至有常數及實係數的傳統線性系統。
在固態物理中，其類比的結果(推廣至三維)為布洛赫定理。

## 弗洛凱定理
X=A（t）x
其中，A(t)是一周期为T的连续周期函数。
弗洛凯理论的主要定理－弗洛凯定理给出了一般线性系统的每个基本解的正规形式。它给定了一座标转变{\displaystyle y=Q^{-1}(t)x}，其中{\displaystyle Q(t+T)=Q(t)}，用以来转变周期系统至有常数及实系数的传统线性系统。
在固态物理中，其类比的结果（推广至三维）为布洛赫定理。

## 結論與應用
量子力学中，含时薛定谔方程为{\displaystyle i{\frac {\partial }{\partial t}}|\psi (t)\rangle ={\hat {H}}(t)|\psi (t)\rangle }。
如果哈密顿量{\displaystyle {\hat {H}}(t)}满足周期性边界条件{\displaystyle {\hat {H}}(t+T)={\hat {H}}(t)}，{\displaystyle T=2\pi /\omega }，可以假定含时薛定谔方程的解为{\displaystyle |\psi (t)\rangle =e^{-i\epsilon t}|\phi (t)\rangle }，其中，{\displaystyle |\phi (t)\rangle }应满足{\displaystyle |\phi (t+T)\rangle =|\phi (t)\rangle }。
则原含时薛定谔方程变换为一个新的类似定态的薛定谔方程
{\displaystyle \underbrace {\left({{\hat {H}}(t)-i{\frac {\partial }{\partial t}}}\right)} _{\hat {\mathcal {H}}}\left|{\phi (t)}\right\rangle =\varepsilon \left|{\phi (t)}\right\rangle }
其中{\displaystyle {\hat {\mathcal {H}}}}为新的Floquet哈密顿量，{\displaystyle \varepsilon }为准能量，{\displaystyle |\phi (t)\rangle }被称为Floquet态。